# Château de Cheffontaines
Le château de Cheffontaines est un château situé sur la commune de Clohars-Fouesnant dans le Finistère.

## Histoire
Les marquis de Cheffontaines possédaient une meute de chiens destinés entre autres à la chasse des loups. Cette meute fut abandonnée et on la laissa mourir de faim lors du départ en émigration du marquis de Cheffontaines Jonathas Ier Marie Hyacinthe de Penfentenyo et de sa famille. De là provient un dicton longtemps en usage à Clohars-Fouesnant : « Hurler comme les chiens de Cheffontaines ».
Saisi à la Révolution comme bien national, le château est vendu et appartient successivement à :
- Paul Célarier Damiguet de Vernon[2], acquéreur national ;
- Aimé-Désiré Calloch de Kérillis, époux De Miollis, Mousquetaire de la garde royale aux débuts de la Restauration, maire de Clohars-Fouesnant de 1821 à 1823 ;
- Étienne Le Bourhis, qui obtient en 1834 l'autorisation d'y installer une fabrique de bleu de Prusse[3] ;
- Hyacinthe Quemper de Lanascol, époux Russel de Bedford (Maison des Russel Ducs de Bedford) ;
- La famille de Penfentenyo rachète le château en 1860.

Pendant la Seconde Guerre mondiale, le château de Cheffontaines échappe aux réquisitions allemandes parce que la femme du marquis de Cheffontaines était de nationalité suisse, pays neutre. Par contre, les hêtres de l'allée longue de 1,7 km située devant le château sont abattus afin d'aménager un terrain d'atterrissage mais cette piste ne servira jamais. Des hêtres sont replantés au début de la décennie 1950.

## Architecture
L'actuel château de Cheffontaines  reprend la structure malouinière mais en flanquant ce plan simple de deux grands pavillons, eux-mêmes soutenus par deux petits pavillons (chapelle et bibliothèque). Le château a été inscrit en totalité monument historique le 25 février 1928 puis le logis a été classé le 26 mars 1958, les autres parties restant inscrites et le parc a été décrété site classé le 15 juillet 1959.

## Parc et jardin
Le parc dessiné à la fin du XVIIIe siècle et son étang sont inscrits au préinventaire des jardins remarquables.